# Panthiades cimelium
Panthiades cimelium är en fjärilsart som beskrevs av Gosse 1880. Panthiades cimelium ingår i släktet Panthiades och familjen juvelvingar. Inga underarter finns listade i Catalogue of Life.